# Tettigoniella gentryi
Tettigoniella gentryi är en insektsart som beskrevs av Young 1986. Tettigoniella gentryi ingår i släktet Tettigoniella och familjen dvärgstritar. Inga underarter finns listade i Catalogue of Life.